# 倭 -YAMATO
倭-YAMATO（やまと、YAMATO）は、奈良県高市郡明日香村を拠点に国際的な演奏活動を展開する、プロ和太鼓パフォーマンスチームである。結成は1993年。

## 沿革
- SPIRIT TOUR
1993年 倭 -YAMATO 結成
1994年 中国公演 （4公演）、日本公演
1995年 日本公演
1996年 韓国公演（韓国政府主催「ワールドカップサッカー開催記念音楽祭」）、インドネシア・バリ島公演（バリマラソン10周年記念招待公演）、日本公演
1997年 ブラジルツアー （12公演）、日本公演
1998年 ブラジルツアー（12公演）、イギリスツアー（23公演「エディンバラ国際フェスティバル」）、スウェーデン公演（2公演）、イスラエル公演、日本公演
1999年 ヨーロッパ・イスラエルツアー（5ヶ国、75公演）、オランダ・アムステルダムフェスティバル招待公演（5公演）、ブラジルツアー（15公演）、日本公演
2000年 イギリスツアー（27公演）、バリ島公演（2公演）、日本公演
2001年 シンガポール公演（4公演）、ヨーロッパツアー（4カ国、75公演）、アメリカツアー （20公演）、日本公演
2002年 南アジアツアー（3カ国、10公演）、ヨーロッパツアー （3カ国、18公演）、日本公演

- WORLD TOUR「魂」 “Tamashy”
2003年 ヨーロッパツアー（9カ国、171公演）、アメリカ、カナダツアー（37公演）、倭結成10周年記念奈良公演、日本公演
2004年 ヨーロッパツアー（13カ国、100公演、メキシコツアー （11公演）、香港＆マカオツアー（5公演）、日本公演

- WORLDTOUR「神鳴」“Kami-Nari”-Thunder
2005年 ヨーロッパ・周辺諸国ツアー（10ヶ国、136回公演＋イベント演奏）、ノルウェーTV公演、韓国（ソウル）公演、アメリカ・カナダツアー（37回公演）、日本公演
2006年 フィリピンツアー （4公演）、ヨーロッパツアー（12カ国、149公演）、ヨーロッパ最大のテレビ番組「Wetten Dass..?」出演、メキシコツアー（13回公演）、日本公演

- WORLDTOUR「心音」“SHIN-ON”-The Heartbeat
2007年 ヨーロッパツアー（19カ国、146公演）、韓国公演、アメリカ・カナダ・メキシコツアー（3カ国、58公演）、日本公演
2008年 ヨーロッパツアー・周辺諸国ツアー（12カ国、118公演）、ドバイ・記念式典イベント、里帰りツアー（宮城、福井、静岡）、日本公演

- WORLDTOUR「祭」“Matsuri”-Fiesta!
2009年 ヨーロッパツアー・周辺諸国ツアー（7カ国、93公演）、スイス・プライベートショー、アメリカ大陸ツアー（2カ国、41公演）、里帰りツアー（山口、鹿児島）、奄美大島・皆既日食記念公演、日本公演
2010年メキシコツアー （33公演）、オーストラリアツアー （WOMAdelaideフェスティバル参加、3回公演）、ヨーロッパツアーツアー（14ヶ国、60公演）、東南アジアツアー （2ヶ国、5公演）、日本公演 （奈良、東京、香川、神戸）

- WORLDTOUR「我武者羅」“Gamushara”-TheBeatofCourage
2011年 ヨーロッパツアー（7ヶ国、103回公演）、アメリカ・カナダツアー（37公演）、日本公演
2012年 ヨーロッパツアー（11ヶ国、61公演）、イスラエルツアー（3公演）、日本ツアー（9都道府県10公演）、日本公演

- WORLDTOUR「路上」“Rojyoh”-TheBeatontheRoad
2013年 台湾ツアー（8公演）、倭結成20周年記念奈良公演（5公演）、マレーシアツアー（4公演） 、ヨーロッパツアー（8ヶ国、76公演）、倭結成20周年記念日本ツアー（21都道府県、46公演）、メキシコ・全米ツアー（31公演）、ドイツツアー（9公演）、日本公演
2014年 ヨーロッパツアー（9ヶ国、74公演）、カザフスタン・イベント演奏、ブラジルツアー（4公演）、倭結成20周年記念日本ツアー（47都道府県、53公演）、日本公演

- WORLDTOUR「爆音綺譚」”Bakuon”–LegendoftheHeartbeat 
2015年　カザフスタン公演、ヨーロッパツアー（5ヶ国、87公演）、ロシア公演、中国ツアー（5公演）、日本公演
2016年 全米・カナダツアー（40公演）、日本ツアー（11都府県・11公演）、中国ツアー（2公演）、ヨーロッパツアー（5ヶ国、20公演）、イスラエルツアー（3公演）、日本公演

- WORLDTOUR「回帰点」”Kaiki-ten”–Turningpoint
2016年 ドイツツアー（11公演）

- WORLDTOUR「挑戦者」”Chousensha”–The Challengers
2017年 ロンドン公演（14公演）、全英ツアー（22公演）、オランダ・ベルギーツアー（27公演）、欧州文化首都 2017 Pafos 招聘公演、ドイツツアー（夏14公演）、オーストラリアツアー（16公演）、ドイツツアー（冬15公演）
2018年 ドイツツアー（冬7公演）、全米ツアー（47公演）、日本ツアー（5公演）、ドイツツアー（夏37公演）、他日本公演

- WORLDTOUR「情熱」”Jhounetsu”–Passion
2019年 スイスツアー（19公演）、ミラノ公演、全英ツアー（17公演）、ロンドン公演（22公演）、オランダツアー（33公演）、日本ツアー（17公演）、スペインツアー（3公演）、オーストラリアツアー（31公演）、他日本公演
2020年 全米・カナダツアー（37公演）

## 倭が訪れた世界の国・地域
1. Austria オーストリア
2. Australia オーストラリア
3. Bangladesh バングラデシュ
4. Belarus ベラルーシ
5. Belgium ベルギー
6. Brazil ブラジル
7. Bulgaria ブルガリア
8. Canada カナダ
9. Canary Islands (Spain) カナリア諸島（スペイン）
10. China 中国
11. Croatia クロアチア
12. Cyprus キプロス
13. Czech Republic チェコ
14. Denmark デンマーク
15. Estonia エストニア
16. France フランス
17. Germany ドイツ
18. Greece ギリシャ
19. Hong Kong 香港
20. Hungary ハンガリー
21. India インド
22. Indonesia インドネシア
23. Israel イスラエル
24. Italy イタリア
25. Kazakhstan カザフスタン
26. Latvia ラトビア
27. Lithuania リトアニア
28. Luxemburg ルクセンブルク
29. Macau マカオ
30. Malaysia マレーシア
31. Mexico メキシコ
32. Netherlands オランダ
33. Norway ノルウェー
34. Philippines フィリピン
35. Poland ポーランド
36. Portugal ポルトガル
37. Qatar カタール
38. Romania ルーマニア
39. Russia ロシア
40. Serbia セルビア
41. Singapore シンガポール
42. Slovakia スロバキア
43. Slovenia スロベニア
44. South Korea 韓国
45. Spain スペイン
46. Sri Lanka スリランカ
47. Sweden スウェーデン
48. Switzerland スイス
49. Taiwan 台湾
50. Turkey トルコ
51. Ukraine ウクライナ
52. United Arab Emirates アラブ首長国連邦
53. U.S.A. アメリカ合衆国
54. United Kingdom イギリス